# Кутайсов, Павел Ипполитович
Граф Павел Ипполитович Кутайсов (5 (17) января 1838 — 18 (31) июля 1911) — генерал от инфантерии, нижегородский губернатор (1873—1880), иркутский генерал-губернатор (1903—1905), член Государственного совета Российской империи.

## Биография
Родился 24 декабря 1837 (5 января 1838) года в семье графа Ипполита Павловича Кутайсова (1808—1849) и княжны Натальи Александровны Урусовой (1812—1881). Внук графа П. И. Кутайсова и князя А. М. Урусова, племянник канцлера А. М. Горчакова и княгини С. А. Радзивилл.
По окончании курса в Школе гвардейских подпрапорщиков и кавалерийских юнкеров и в Николаевской академии генерального штаба (по 1-му разряду).
Занимал должности: с 1863 года — исправляющего должность старшего адъютанта при штабе войск кутайсского генерал-губернатора, с 1865 года — исправляющего должность начальника штаба войск того же генерал-губернатора.
В течение своей службы на Кавказе участвовал в экспедициях: 1861 году Адагумского отряда, 1862 году Даховского отряда, 1863 году Шебского и Адагумского отрядов, при чем в кавалерийском деле на реке Пескупсе ранен шашкою в левую руку; в 1864 году состоял  начальником штаба Псухвского отряда; с 6  апреля по 10 сентября 1870 года командовал Мангышлакским отрядом.
С 1866 года состоял для особых поручении при  главнокомандующем кавказской армией, с  1871 года военный атташе в Лондоне, где пробыл до мая 1873 года; 14 мая того же года назначен Нижегородским губернатором, с производством в генерал-майоры; 20 августа 1875 года назначен в Свиту; пробыл губернатором до 5 января 1880 года, когда уволен по расстроенному здоровью.
В 1882–1884 годах управлял Варшавским жандармским округом. С 1884 года — член Совета министра внутренних дел. В 1888 году произведен в генерал-лейтенанты. С 9 ноября 1896 года графу Кутайсову было всемилостливейше повелено присутствовать в Правительствующем Сенате (по 24 мая 1903).
В 1900 году произведен в генералы от инфантерии. В 1903—1905 годах командовал Иркутским военным округом; в 1904 году, с 11 августа по 15 ноября, был иркутским военным генерал-губернатором.

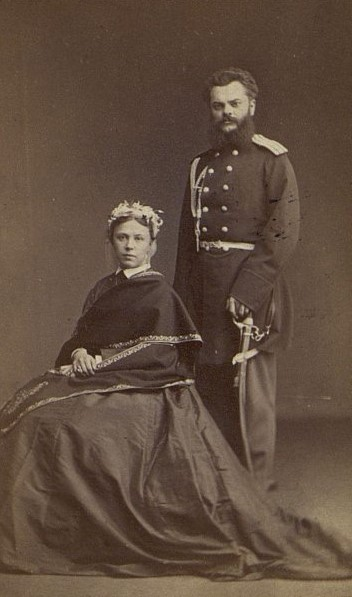
Граф Кутайсов с женой

Умер 5 (18) июля 1911 года в Екатеринодаре.

## Семья
Жена — Ольга Васильевна Дашкова (1844—1921), единственная дочь известного учёного и коллекционера, фрейлина двора. В период губернаторства мужа прослыла «заводящей моду на благотворительность» сначала в Нижнем Новгороде, а после в Иркутске. Была основательницей и попечительницей многих благотворительных организаций. Последняя владелица усадьбы на Тверском бульваре, д. 20 (особняк Дашковой). Умерла в эмиграции в Швейцарии. Дети:
- Александр (1869—1927), волынский губернатор; женат на графине Марианне Сергеевне Толь.
- Владимир (1871—1920)
- Елизавета (1875—1916), жена д.с.с. Николая Александровича Ребиндера.
- Константин (1876—1918), флигель-адъютант великого князя Дмитрия Павловича.
- Наталья (1881—1959), жена польского графа Владислава Новицкого.

## Военные чины
- Прапорщик (17.06.1854)
- Подпоручик (12.04.1859)
- Поручик (19.01.1861)
- Штабс-капитан (22.01.1862)
- Капитан (30.08.1863)
- Подполковник (18.06.1864)
- Полковник (28.10.1866)
- Генерал-майор (01.01.1878)
- Генерал-лейтенант (30.08.1888)
- Генерал от инфантерии (09.04.1900)

## Награды
- Орден Святого Станислава 3 ст. с мечами (1862)
- Орден Святой Анны 3 ст. с мечами и бантом (1863)
- Орден Святого Владимира 4 ст. с мечами и бантом (1864)
- Орден Святого Станислава 2 ст. (1865)
- Императорская корона к Ордену Святого Станислава 2 ст. (1869)
- Орден Святой Анны 2 ст. с Императорской короной и мечами (1870)
- Орден Святого Владимира 3 ст. (1873)
- Орден Святого Станислава 1 ст. (1877)
- Орден Святой Анны 1 ст. (1881)
- Орден Святого Владимира 2 ст. (1883)
- Орден Белого Орла (1892)
- Орден Святого Александра Невского (1898)
- Бриллиантовые знаки к Ордену Святого Александра Невского (1904)

иностранные:
- прусский Орден Красного Орла 4 ст. (1863)
- персидский Орден Льва и Солнца 1 ст. (1877)
- черногорский Орден Данило I 1 ст. (1884)
- французский Орден Почетного Легиона большой офицерский крест (1896)
- бухарский Орден Благородной Бухары 1 ст. золотой с алмазами (1896)
- тунисский Орден Нишан-Ифтикар 1 ст. (1896)
- болгарский Орден «Святой Александр» 1 ст. (1896)